# Savagnier
Savagnier är en ort i kommunen Val-de-Ruz i kantonen Neuchâtel i Schweiz. Den ligger cirka 7 kilometer nordost om Neuchâtel. Orten har 1 172 invånare (2023). Savagnier består av ortsdelarna Grand Savagnier och Petit Savagnier.
Orten var före den 1 januari 2013 en egen kommun, men slogs då samman med kommunerna Boudevilliers, Cernier, Chézard-Saint-Martin, Coffrane, Dombresson, Engollon, Fenin-Vilars-Saules, Fontainemelon, Fontaines, Les Geneveys-sur-Coffrane, Les Hauts-Geneveys, Le Pâquier, Montmollin och Villiers till den nya kommunen Val-de-Ruz.